# Лотфі Аєд
Лотфі Аєд (швед. Lotfi Ayed; 25 лютого 1959) — шведський боксер, призер чемпіонату світу серед аматорів.

## Спортивна кар'єра
На Олімпійських іграх 1984 програв у першому бою Френку Тейту (США).
На чемпіонаті Європи 1985 року переміг Генрика Петрича (Польща) і програв Золтану Фюзесі (Угорщина).
На чемпіонаті світу 1986 завоював бронзову медаль.
- У 1/16 фіналу переміг Мікеле Мастродонато (Італія) — 4-1
- У 1/8 фіналу переміг Петера да Сілва (Бразилія) — 5-0
- У чвертьфіналі переміг Михаїла Такова (Болгарія) — 4-1
- У півфіналі програв Енріко Ріхтеру (НДР) — 0-5

На чемпіонаті Європи 1987 року програв у другому бою.
На Олімпійських іграх 1988 переміг Джона Тобіна (Гренада) і програв Мікеле Мастродонато (Італія).
На чемпіонаті Європи 1991 року програв в першому бою.